# Федосеев, Евгений Михайлович
Евгений Михайлович Федосеев (26 апреля 1949 — 29 апреля 2001) — советский хоккеист, защитник. Мастер спорта СССР.
Всю карьеру в чемпионате СССР провёл в ленинградском СКА в сезонах 1967/68 — 1973/74. Бронзовый призёр чемпионата СССР 1970/71. В сезоне 1974/75 играл за ленинградский «Шторм» во второй лиге.
Серебряный призёр чемпионата Европы среди юниоров 1968 года.
После окончания спортивной карьеры работал сторожем на даче у родственников. Злоупотреблял алкоголем. Скончался в 2001 году от остановки сердца во время запоя, длившегося после празднования дня рождения.